# John Middleton († 1441)
Sir John Middleton of Belsay (* um 1373; † 1441) war ein englischer Ritter und Politiker. 

## Leben
Er war der Sohn und Erbe des Sir John Middleton († 1396), Gutsherr von East Swinburn in Northumberland, aus dessen Ehe mit Christine Acton († 1422). Sein Vater hinterließ ihm einige Ländereien in Northumberland, von denen er Belsay Castle als Hauptwohnsitz verwendete.
Spätestens 1407 wurde er zum Knight Bachelor („Sir“) geschlagen. Als Knight of the Shire für Northumberland nahm er 1414, 1417 und 1426 an den Sitzungen des House of Commons des englischen Parlaments teil.
Spätestens 1409 hatte er Joan († 1450), Tochter und Coerbin des Sir Clement Skelton und Witwe des Sir John Blennerhasset, geheiratet. Mit ihr hatte er vier Söhne, darunter sein Erbe Sir John Middleton († 1476/77).
Er wurde mit einer Reihe öffentlicher Aufgaben betraut. So war er beispielsweise 1410 in Northumberland sowie 1417 und im West Riding of Yorkshire als Commissioner of Array für die Rekrutierung von Soldaten zuständig. Von 1422 bis 1424 war er Friedensrichter für Northumberland und die West Midlands, um 1431 war er Friedensrichter für Norhamshire und Islandshire (beides Exklaven des County Durham). 1428 war er Collector of Taxes in den West Midlands und 1429 Conservator für die Einhaltung des Friedensvertrag mit Schottland.